# Gürağaç, Güneysınır
Gürağaç là một xã thuộc huyện Güneysınır, tỉnh Konya, Thổ Nhĩ Kỳ. Dân số thời điểm năm 2011 là 1.474 người.